# Veles (mitologija)
Veles ili Volos je u slavenskoj mitologiji bog je zemlje, voda i podzemlja; povezivan je sa zmajevima, stokom, magijom, glazbenicima, bogatstvom i prijevarom. Perunov je glavni protivnik, a njihova je borba jedan od najvažnijih mitova u slavenskoj mitologiji.

## Etimologija
Problem je etimologiziranja imena ovog božanstva što postoje dvije različite inačice imena – Volos i Veles. Max Vasmer godine 1979. raspravlja o tomu da je porijeklo imena iz starobugarske riječi velьjь = "velik".
U staroruskom je Велесъ znan iz epa Slovo o polku Igoreve (oko 1200.). Što se toponima tiče, postoji makedonski Veles, grčki Βελεσσα te albanski Veles.
Volos se pak pojavljuje kao kršćanski svetac u Laurencijevu kodeksu (rus. Лаврентьевский список) 907. godine, također i u drugim popisima svetaca, a povezuje se sa svetim Blažem, zaštitnikom stoke.
Indoeuropska etimologija imena nepoznata je, ali predložene su srodnosti s Valom, Indrinim neprijateljem u Vedama; Velsom/Velinasom, demonom u baltičkoj mitologiji, Perkunasovim neprijateljem; u nordijskoj mitologiji s božanstvom zvanim Vǫlsi. Moguće je da dolazi od indoeuropskog korijena *wel- = "vuna", što bi bilo logično jer je zaštitnik rogate stoke.

## Karakteristike
Ne postoje izravni opisi njegova predočivanog izgleda, ali se rekonstrukcijom nagađa da je nastavio indoeuropsku tradiciju božanstava te da je bio zamišljan kao dijelom zmija, s rogovima (bikovim, ovnovim itd.) i dugom bradom.
Ruski filolozi Vjačeslav Vsevolodovič Ivanov i Vladimir Toporov rekonstruirali su mitsku borbu Peruna i Velesa komparativnom metodom, proučavajući razne indoeuropske mitologije te slavenske narodne priče i pjesme. Zajednička karakteristika svih indoeuropskih mitoloških priča jest borba između boga gromovnika i goleme zmije ili zmaja. U slavenskoj mitologiji Perun je gromovnik, a Veles mu je protivnik. Sličan je i etruščanskom podzemnom čudovištu Vethi te hetitskom zmaju Illuyankasu, neprijatelju olujnog boga.
U grčkoj mitologiji četiri lika pokazuju sličnosti s Velesom: Pan (glazba i stoka), Hermes (magija i prijevara), Had (smrt i podzemlje) te Tifon (zmijoliki Zeusov neprijatelj). Po njegovu bijegu i transformiranju u različite životinje i povezanošću s vodom, može ga se povezati i s Protejom. Samo u keltskoj mitologiji postoji božanstvo slično Velesu sa svim njegovim atributima i složenošću: Cernunnos, bog druida, prirode, rogatih životinja i šamanizma, a simbol mu je ovnolika zmija.

## Mitologija
U slavenskoj, kao i u nordijskoj mitologiji (Yggdrasil) svijet je prikazivan kao sveto stablo, obično hrast, čije grane i kora predstavljaju živi svijet nebesa i smrtnika, nebo i zemlju, a njegovo korijenje podzemlje, svijet mrtvih. Bilo je to drvo života. Perun je bio vladar svijeta živih, neba i zemlje, a u korijenju stabla živio je Veles koji je stalno izazivao Peruna kradući mu stoku, djecu (sina) ili ženu. Perun je progonio Velesa po zemlji, napadao ga svojim munjama s neba, a Veles je bježao pretvarajući se u razne životinje ili se skrivajući iza drveća, kuća ili ljudi. Kad bi god udario grom, vjerovalo se da se Veles skrio od Peruna baš na tom mjestu.
Na posljetku je Perun uspio ubiti Velesa – otjerao ga je u njegovo vodeno podzemlje. Vrhovni je bog potom ponovo uspostavio red u svijetu koji je prije ometao njegov kaotični neprijatelj. Potom se vratio na vrh svjetskog stabla i obznanio Velesu da mu je ondje mjesto te da ondje ostane (drevna bjeloruska bajka: Ңy, таm твое место, таm сабе бyдь!). U toj ritualnoj smrti, što god da je Veles ukrao, padalo bi iz njegova tijela u obličju kiše s nebesa. Tako se objašnjavala promjena godišnjih doba. Suhi su periodi objašnjavani Velesovim krađama, a munje i gromovi smatrani su božanskim borbama. Kiša koja bi potom uslijedila smatrana je Perunovim trijumfom.
Mit je bio cikličan i ponavljao se svake godine – Velesova smrt nikad nije bila stalna. Ponovno bi se preporodio kao zmija koja razdire svoju staru kožu i ponovo se rađa u novom tijelu. Premda u mitu ima ulogu zlikovca, Slaveni ga nisu smatrali zlim. U mnogim je ruskim bajkama Veles preuzeo obličje svetog Nikole, koji je spasio jadnog zemljoradnika i njegovu stoku od bijesnog i destruktivnog Ilije Gromovnika, koji predstavlja boga Peruna. Njihova borba ne predstavlja dualističku borbu dobra i zla, ona je vjerojatno bila opreka prirodnih elemenata vode i zemlje – Velesa te neba i vatre – Peruna.

## Kult

### Bog podzemlja
Veles je prema slavenskoj predodžbi svijeta kao o drvetu života živio u njegovu korijenju. Slao je duhove mrtvih u živi svijet kao svoje glasnike. Svetkovine u njegovu čast održavale su se krajem godine, zimi, kad se približavao kraj svjetskog poretka, kaos je rastao, a granice između svijeta živih i mrtvih postajale su sve bljeđe te su se duhovi predaka vraćali među žive.
Bila je to drevna poganska svetkovina Velje noći, a njezini su ostaci u koledarskim običajima mnogih slavenskih zemalja, koji su poput kombinacije karnevala i Noći vještica, a slavljeni su između Božića i kraja veljače. Mladići ili koledari/vučari odijevali su se u duge kapute od ovčje vune te su nosili groteskne maske, lutali selima u skupinama i bučili. Pjevali su pjesme o tome kako su dugo putovali te da su mokri i blatnjavi, što je aluzija na vlažni svijet Velesova podzemlja odakle su došli kao duhovi mrtvih. Glava kuće koju bi posjetili ugostio bi ih i darovao bi im ratne darove. To je primjer slavenskog šamanizma, a Veles je tako vjerojatno bio i bog magije te bogatstva. Smatralo se da bi se potom darovi odnijeli Velesu i tako osigurali dobru sreću i bogatstvo obitelji te godine.

### Bog prijevare, magije i glazbe
Velesova težnja prijevari vidljiva je i iz mita o sukobu s Perunom gdje je kradljivac, ali i u koledarskim običajima. Po funkciji sličan je grčkom Hermesu te nordijskom Lokiju, a poput njih povezan je i s magijom. Riječ volhov, koja u nekoliko slavenskih jezika označava čarobnjaka, izvedena je iz njegova imena. U ruskom Spjevu o Igorovu pohodu lik Bojana čarobnjaka naziva se Velesovim unukom.
Budući da je magija bila bliska s glazbom u primitivnim društvima, smatran je i zaštitnikom putujućih glazbenika. Primjerice, u nekim se svadbenim svečanostima u sjevernoj Hrvatskoj, koje su se održale do 20. stoljeća, glazba nije svirala sve dok mladoženja nije nazdravljajući prolio malo vina na tlo, najbolje na korijen najbližeg stabla. Jasan je simbolizam – glazbenici su nazdravljali svom zaštitniku Velesu koji je živio u korijenju drveta života.
Jedan od atributa, uz rogove, bila je i ovčja vuna. U nekim se slavenskim zemljama zadržala fraza crnu vunu presti koja je aluzija na magične čini, a o tom pjevaju i koledari.

### Bog stoke i bogatstva
Velesova je glavna funkcija bila da štiti stoku slavenskih plemena. Često ga se nazivalo skotji bog = "stočni bog". Jedan od njegovih atributa bili su rogovi (bikovi ili ovnovi), a vjerojatno i ovčja vuna, ujedno povezivana s magijom.
Veles je bio zaštitnik pastira, a Perun zemljoradnika, što je još jedna suprotnost. No, Veles nije imao utjecaja na poljoprivredu ni na žetvu. U nekim se slavenskim narodima, ponajviše u Rusiji, očuvao žetveni običaj da se prvi snop žita poveže u neku vrstu amuleta koji bi štitio žetvu od zlih duhova. To se nazivali vezanje Velesove brade, što pokazuje i na to da se Veles zamišljao bradatim bogom. U nekim su južnoslavenskim jezicima, uključujući i hrvatski, očuvane fraze poput puna šaka brade ili primiti boga za bradu te su vjerojatno ostaci poganskog vjerovanja u stjecanje bogatstva uz božju pomoć.

### Dolazak kršćanstva
Obožavanje Velesa najdulje se zadržalo kod balkanskih i karpatskih Slavena. Češki autor Tradleček[tko?] u 15. stoljeću spominje demona Velesa "vrag – Veles – zmaj".
Nakon dolaska kršćanstva Veles je podijeljen u nekoliko različitih likova. Kao bog podzemlja i zmaj, naravno, povezan je s vragom. Njegove su dobre osobine povezivane s kršćanskim svecima. Kao zaštitnik stoke, povezivan je sa svetim Blažom, odnosno svetim Vlahom. U mnogim je istočnoslavenskim narodnim bajkama povezivan sa svetim Nikolom, ponajviše zbog osobine zaštitnika bogatstva i stjecanja.